# Ferlyn Wong
Ferlyn Wong Jing Ling, née le 1er février 1992 à Singapour, est une chanteuse, danseuse et actrice singapourienne. Elle est l'ancienne membre du girl group, Skarf (en), de 2012 à 2014.